# Jan Vítězslav Dušek
Jan Vítězslav Dušek, křtěný Jan (8. června 1891 Makov , dnes část města Jistebnice – 2. března 1966 Tábor) byl český sochař a medailér.

## Život
Narodil se v rolnické rodině v Makově na Táborsku, otec František Dušek byl krejčí a matka Marie Vocílková pocházela z Vlásenice. V letech 1905–1909 vystudoval odbornou školu sochařsko-kamenickou v Hořicích v Podkrkonoší. V první světové válce narukoval do 75. pěšího pluku, kde se setkal s dalšími jihočeskými umělci – malíři Janem Autengruberem a Jiřím Kauckým. Získal československé státní stipendium a v letech 1921 a 1922 se zdokonaloval na pařížské Académie de la Grande Chaumière u Émile-Antoine Bourdella. Roku 1925 se stal jedním ze zakládajících členů Sdružení jihočeských výtvarníků. V roce 1933 se oženil Ludmilou Schlaegerovou. Žil v Táboře, kde také zemřel. Pohřben byl na zdejším Novém hřbitově.

## Dílo
Dělal figurální a portrétní tvorbu – vytvořil mnoho pomníků, např. pomník T. G. Masaryka v Hulíně, pomník Antonína Sovy v Pacově, pomník Petra Chelčického v Chelčicich, pomník Jana Husa v Jindřichově Hradci, pomník zabitých letců v Hrdějovicích. Vytvořil mnoho bust nebo symbolických hlav. Dělal pamětní desky, portrétní medaile a figurální výzdobu budov. Byl spoluautorem pamětní desky na českobudějovické radnici a autorem reliéfu Kázání pod lipou v kostele církve československé husitské (Husův sbor) na Palackého náměstí v Českých Budějovicích.

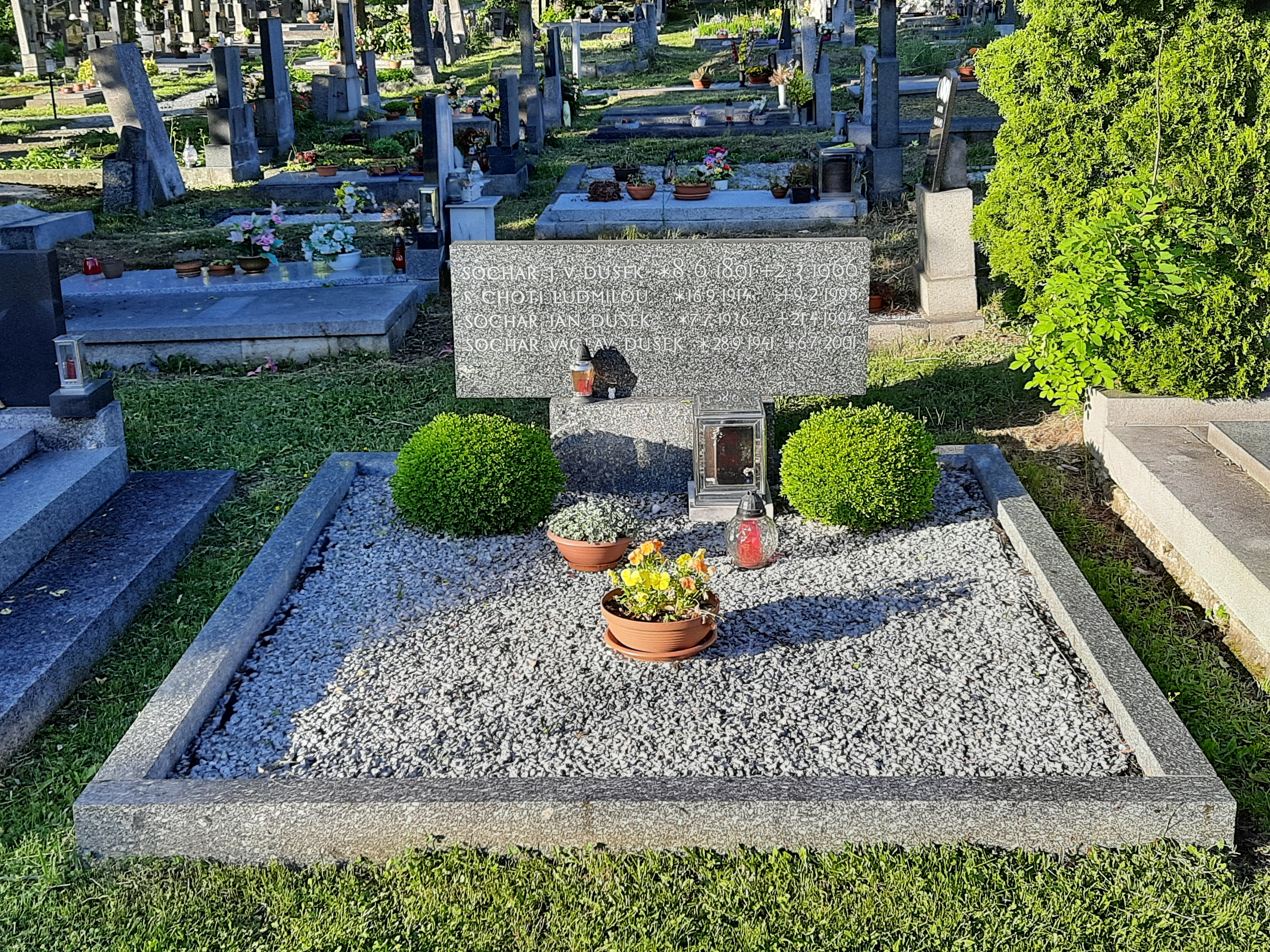
Hrobka rodiny Dušků na Novém hřbitově v Táboře

Byl autorem pomníků padlých v Čelákovicích, Bechyni, Borovanech, Budislavi, Dačicích, Chlumu u Třeboně, Jistebnici,  Kladně, Křemži, Libomyšli, Malšicích, Plané nad Lužnicí, Polné, Sezimově Ústí, Soběslavi, Táboře, Trhových Svinech, Tučapech na Táborsku a jinde.

## Výstavy
- Vystavoval v jarním Salonu Société Nationale des Beaux-Arts v Paříži.
- Koncem roku 1925 vystavoval v londýnské Galerii Královské akademie v Londýně.
- V roce 1926 se zúčastnil v Benátkách XV. mezinárodní výstavy umění Esposizione internazionale d’Arte della città di Venezia.
- V roce 1936 na XI. letní olympiádě v Berlíně vystavoval v umělecké soutěži plastiku Herkules.

## Ocenění
- V roce 1924 obdržel na VIII. olympiádě v Paříži za sochu Lučištníka bronzovou medaili.
- V roce 1925 obdržel na pařížském jarním Salonu stříbrnou medaili za sochu Běžce.

## Galerie

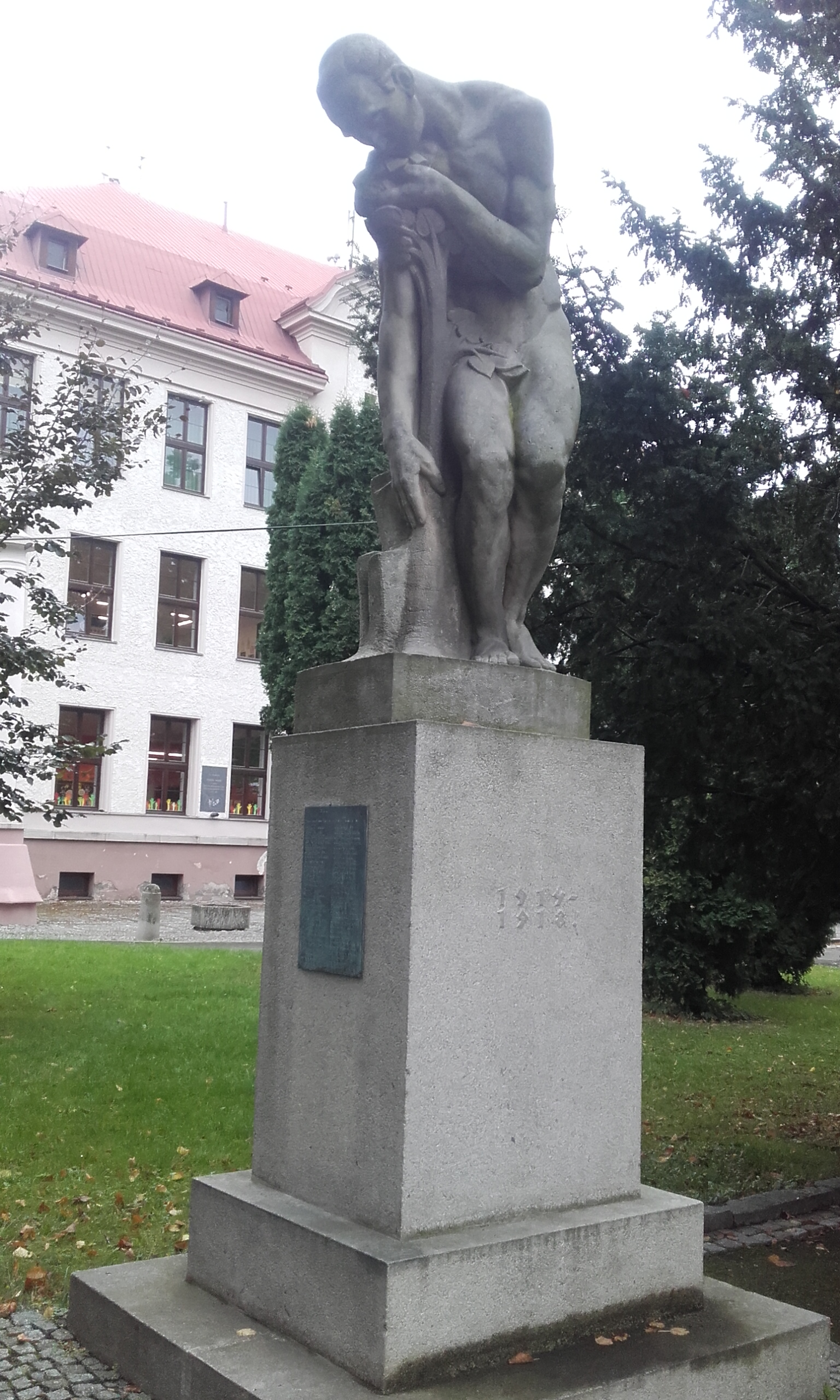
Pomník obětem 1. světové války ve Skutči

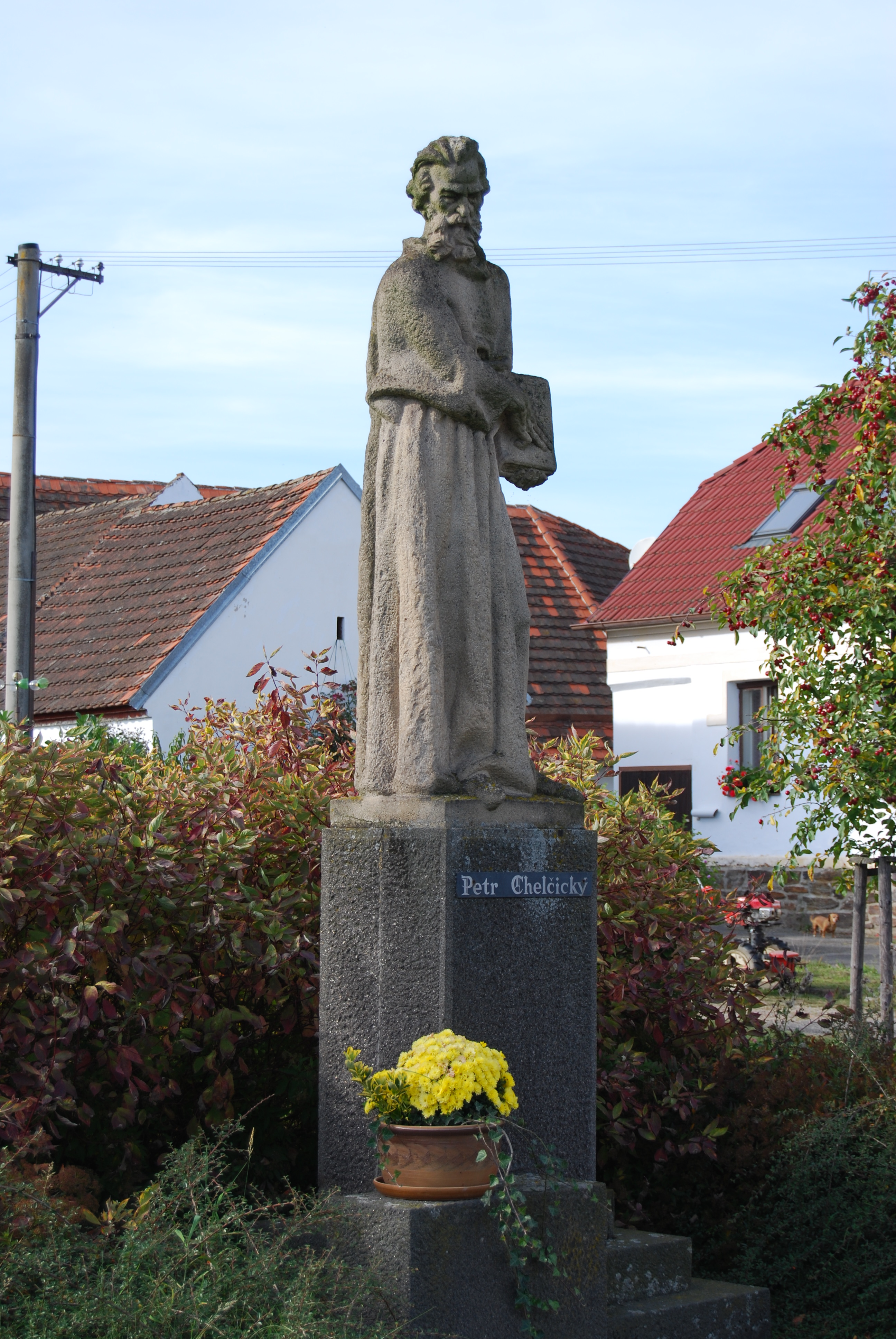
Pomník Petra Chelčického
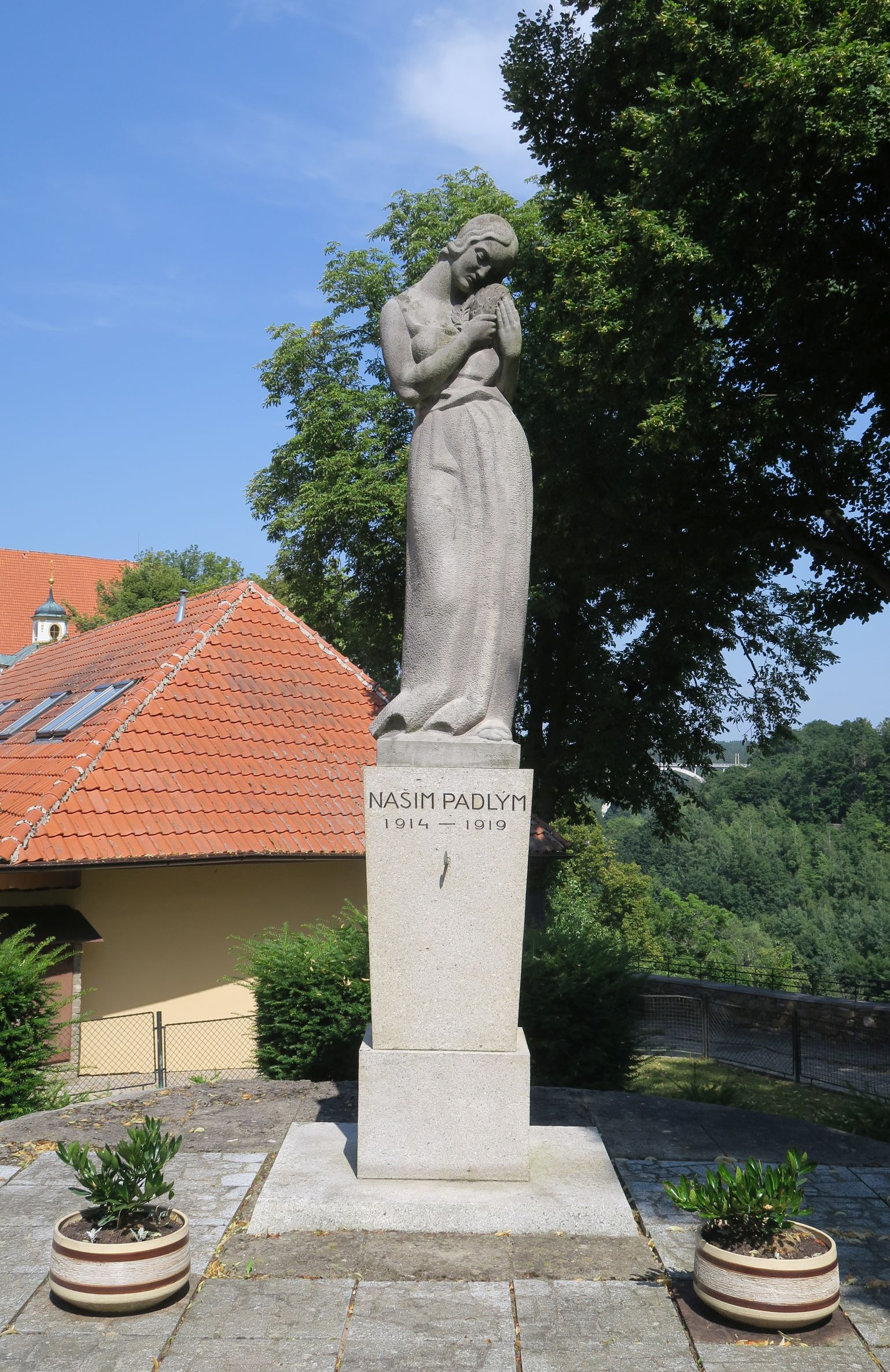
Pomník padlým v Bechyni
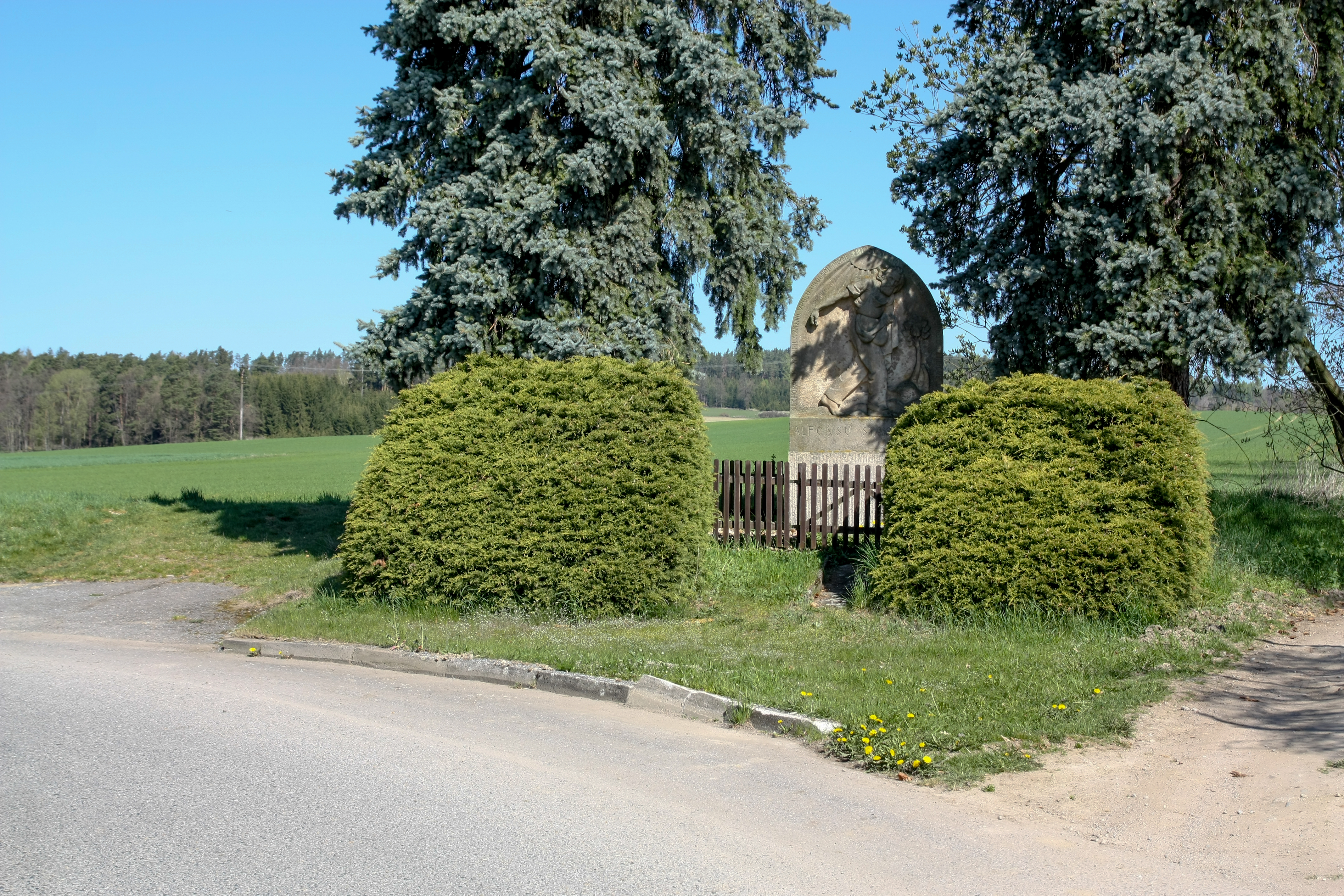
Padařov, pomník Alfonsi Ferdinandu Štastnému, zakladateli českého agrarismu
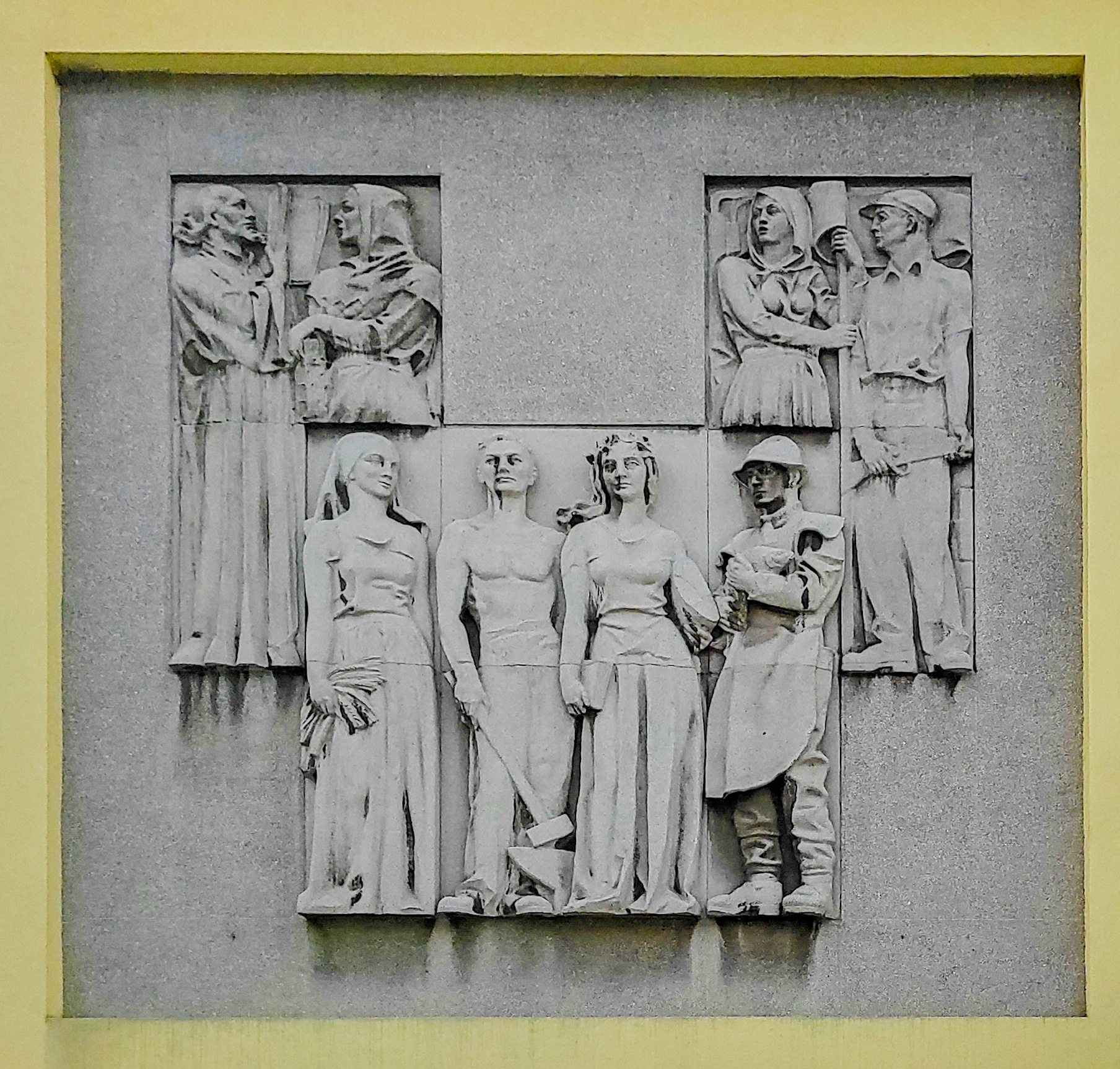
Vlys na budově polikliniky ve Vodňanech